# OpenBGPD
OpenBGPD，是一个服务器软件，能够将普通的计算机作为路由器使用。OpenBGPD是UNIX系统下实现边界网关协议第4版的一个自由开源的守护进程。OpenBGPD最初作为OpenBSD项目的一部分，由Henning Brauer与Claudio Jeker 开发。